# Hylotelephium tianschanicum
Hylotelephium tianschanicum är en fetbladsväxtart som beskrevs av V.V.Byalt och Lazkov. Hylotelephium tianschanicum ingår i släktet kärleksörter, och familjen fetbladsväxter. Inga underarter finns listade i Catalogue of Life.